# ویلبراهام اوتس لنوکس
ویلبراهام اوتس لنوکس (انگلیسی: Wilbraham Lennox؛ ۴ اوت ۱۸۳۰ – ۷ فوریه ۱۸۹۷) فرد نظامی اهل پادشاهی متحد بریتانیای کبیر و ایرلند بود. وی همچنین برندهٔ جوایزی همچون صلیب ویکتوریا شده‌است.